# 波乃耶 (汉学家)
波乃耶（James Dyer Ball，1847年12月4日—1919年2月22日），汉学家。1847年12月4日出生于广州，是美国公理会来华传教士医生波乃耶牧师（Dyer Ball，1796年6月3日 – 1866年3月27日）之子。历任香港历任香港政务厅的通译、保安官员、等职务，先后在远东为英国政府服务达三十五年之久。著有多部汉学著作，包括《中国风土人民事物记》，《简易广东语》，《潮州语》，《如何书写中文》，《唐朝的中国人》，《圣城澳门-东方的明珠》等书。
1919年2月22日，波乃耶在英格兰大伦敦地区米德爾塞克斯郡（Middlesex）的恩菲爾德镇（Enfield Town）逝世.

## 中国风土人民事物记
《中国风土人民事物记录》是波乃耶一部800多页关于19世纪中国风土人情的百科全书，1882出版于上海，后来在香港、美国多次再版。波乃耶在华四十年，亲眼目睹中国的风土人情，又旁征博引著成这部代表作。此书以Abacus算盘开始，按英文字母顺序排列，以zoology 结尾。条目长短不一，《华侨》一条，乃从大量各国人口统计收集而成，比较详细的记述了十九世纪末叶世界各地的华侨人数。书中特别注意列出制作方法，例如如何准备鱼翅羹，如何制作爆竹等。